# Pierre Charles (homme politique, 1864-1932)
Pour les articles homonymes, voir Pierre Charles et Charles.
Pierre Émile Charles est un homme politique français né le 4 février 1864 à Liernais (Côte-d'Or) et décédé le 3 mai 1932 à Autun (Saône-et-Loire).

## Biographie
Fils d'agriculteur qui était maire, conseiller d'arrondissement puis conseiller général, il est conseiller municipal de Liernais de 1906 à 1908 et maire de 1925 à 1932. Il est conseiller général de 1897 à 1932 et député de la Côte-d'Or de 1910 à 1914, inscrit au groupe radical-socialiste.
Entrepreneur en travaux publics, il s'intéresse surtout aux sujets de transports et de travaux publics. Il ne se représente pas en 1914, à la suite de la suppression de sa circonscription. Il redevient député de 1924 à 1928, élu au scrutin de liste.

## Sources
- Ressource relative à la vie publique :   - Base Sycomore
- « Pierre Charles (homme politique, 1864-1932) », dans le Dictionnaire des parlementaires français (1889-1940), sous la direction de Jean Jolly, PUF, 1960 [détail de l’édition]